# Elin Karlsson (fotbollsspelare född 1991)
Elin Karlsson född 28 januari 1991 är en svensk fotbollsspelare.
Karlsson hade 2009 och 2010 kontrakt med AIK.